# Xã Buck Range, Quận Howard, Arkansas
Xã Buck Range (tiếng Anh: Buck Range Township) là một xã thuộc quận Howard, tiểu bang Arkansas, Hoa Kỳ. Năm 2010, dân số của xã này là 243 người.